# 大橋停留場
大橋停留場（おおはしていりゅうじょう、大橋電停）は、長崎県長崎市松山町にある長崎電気軌道本線の停留場である。駅番号は18。
1号・2号・3号各系統が停車する。

## 歴史
大橋停留場は1933年（昭和8年）、本線の延伸により開業した。当初は北の終着点であり、ここからさらに路線が延伸するのは1950年（昭和25年）、このときは住吉停留場までの区間が開通した。停留場は当初「おおばし」と呼称していたが、地域の歴史研究家の指摘を受けて1990年（平成2年）に「おおはし」と変更されている。

### 年表
- 1933年（昭和8年）12月25日：下の川停留場（廃止）から路線が延伸され開業[2][4]。当時は「おおばし」と呼称[4]。
- 1934年（昭和9年）10月25日：大橋車庫が完成[5]。
- 1944年（昭和19年）10月10日：車庫が火災で焼失[2]。
- 1945年（昭和20年）8月9日：原爆投下により全線不通、車庫も被災[1][2]。
- 1947年（昭和22年）5月16日：浦上駅前から大橋までの区間が復旧[2]。
- 1950年（昭和25年）9月16日：大橋から住吉までの区間が営業開始[2]。
- 1990年（平成2年）6月17日：読みを「おおはし」に変更[4]。
- 2000年（平成12年）
  - 2月22日：停留場を改築[6]。
  - 7月3日：下り長崎駅前方面行きのホームを延長[7]。
- 2005年（平成17年）6月1日：長崎バスのバス停を併設[8]。

## 構造
停留場は専用軌道区間にあり、軌道は道路から独立している。ホームは2面あり、南北方向に伸びる2本の線路を挟んで向かい合わせに配される（相対式ホーム）。線路の東側にあるのが長崎駅前方面行き、西側にあるのが赤迫方面行きのホーム。上屋は2000年2月にトタン屋根から景観に配慮したシェルター式に改められている。
停留場へは北側に隣接する踏切から出入りできる。踏切には警告灯（遮断機なし、警報音有り）が設置されている。このほか緊急時に備えて、踏切に面さない方にも両ホームをつなぐ構内踏切がある。

### 大橋車庫
長崎駅前方面のホームには長崎バスの車庫が隣接する。ここにはもともと長崎電気軌道の車両基地、大橋車庫があった。大橋車庫は当停留場開業の翌年に開設。側線を7本備え、乗務員の詰所も併設されていたが、1944年（昭和19年）10月に火災で全焼、さらに翌45年8月9日には原爆投下により壊滅的な被害を受けた。その後1953年（昭和28年）には西町車庫が開設、同年に長崎電軌がバス事業に進出すると大橋車庫は電鉄バス大橋営業所の車庫へと一新され、1971年（昭和46年）の路線バス譲渡まで使用された。この時路線の譲渡先となったのが長崎バスであり、現在は長崎バス大橋営業所の車庫として使用されている。
また、ホームには隣接して長崎バスのバス停留所もある。2005年6月にはバス停に当停留場と同じシェルター式の上屋を設置、ホームとバス停が併設されるようになった。

## 利用状況
長崎電軌の調査によると1日の乗降客数は以下の通り。
- 1998年 - 2,533人[3]
- 2015年 - 1,700人[16]

## 周辺
長崎ビッグNスタジアムが近く、プロ野球の公式戦開催時などには多くの人が当停留場を利用する。また長崎大学病院までは循環バスが運行されている。
本線の軌道は当停留場から隣の平和公園停留場の先まで、高架化された長崎本線と並走する。
- 長崎市科学館
- 長崎県立総合体育館
- 在長崎中華人民共和国総領事館
- 長崎バス大橋営業所
- ヤマダデンキ家電住まいる館YAMADA長崎本店
- 国道206号
- 長崎市立山里小学校
- 長崎南山中学校・高等学校
- 長崎バス・長崎県営バス「大橋」バス停

## 隣の停留場
長崎電気軌道
本線
浦上車庫停留場 (17) - 大橋停留場 (18) - 平和公園停留場 (19)
- 1944年（昭和19年）までは隣の平和公園停留場との間に岡町停留場が存在した。